# Roberto Caamaño
Roberto Caamaño (* 7. Juli 1923 in Buenos Aires; † 8. Juni 1993 ebenda) war ein argentinischer Komponist, Pianist und Musikpädagoge.

## Leben und Werk
Roberto Caamaño studierte am Conservatorio Nacional de Música de Buenos Aires bei Amelia Cocq de Weingand, Fritz Masbach und Athos Palma Klavier und Komposition.
Als Pianist trat er vorwiegend in Südamerika und den Vereinigten Staaten, aber zuweilen auch in Europa auf. Er wirkte am Conservatorio de Buenos Aires und an der Universidad Nacional del Litoral (Santa Fe) als Professor für Komposition und Orchestration. 1966 wurde er Dekan der Universidad Católica de Argentina. Von 1960 bis 1964 war er künstlerischer Leiter des Teatro Colón.
Er komponierte u. a. zwei Klavierkonzerte, ein Konzert für Bandoneon, Variaciones americanas für Orchester, Fábulas para coro und eine Sinfonieta. Sein bekanntestes Werk ist die Cantata para la paz.